# Merzdorf (Cottbus)
Merzdorf, in lusaziano inferiore Žylowk, è una frazione della città tedesca di Cottbus.

## Storia
Il centro abitato di Merzdorf venne nominato per la prima volta nel 1411.
Già comune autonomo, venne aggregato nel 1974 al comune di Dissenchen, ma nel 1988 recuperò l'autonomia; nel 1993 il comune venne definitivamente soppresso e aggregato alla città di Cottbus.

## Amministrazione
La frazione è amministrata da un "consiglio locale" (Ortsbeirat).